# Ctimene albifrons
Ctimene albifrons är en fjärilsart som beskrevs av W. Warren 1898. Ctimene albifrons ingår i släktet Ctimene och familjen mätare. Inga underarter finns listade i Catalogue of Life.